# (34342) 2000 QK227
2000 QK227 (asteroide 34342) é um asteroide da cintura principal. Possui uma excentricidade de 0.12150180 e uma inclinação de 8.09530º.
Este asteroide foi descoberto no dia 31 de agosto de 2000 por LINEAR em Socorro.